# خلیجک بورارد
خلیجک بورارد (به انگلیسی: Burrard Inlet) آبدره‌ای در جنوب غربی استان بریتیش کلمبیای کانادا است.
این خلیجک در طول آخرین عصر یخبندان تشکیل شده و شهر ونکوور و بقیه نقاط کم ارتفاع شبه جزیره بورارد (به سمت جنوب) از دامنه‌های رشته‌کوه‌های ساحل شمالی را از شهرهای وست ونکوور و منطقه و شهر نورث ونکوور جدا می‌کند. این خلیجک به نام دریادار هری بورارد نیل که از همراهان جرج ونکوور بود نامگذاری شده‌است.

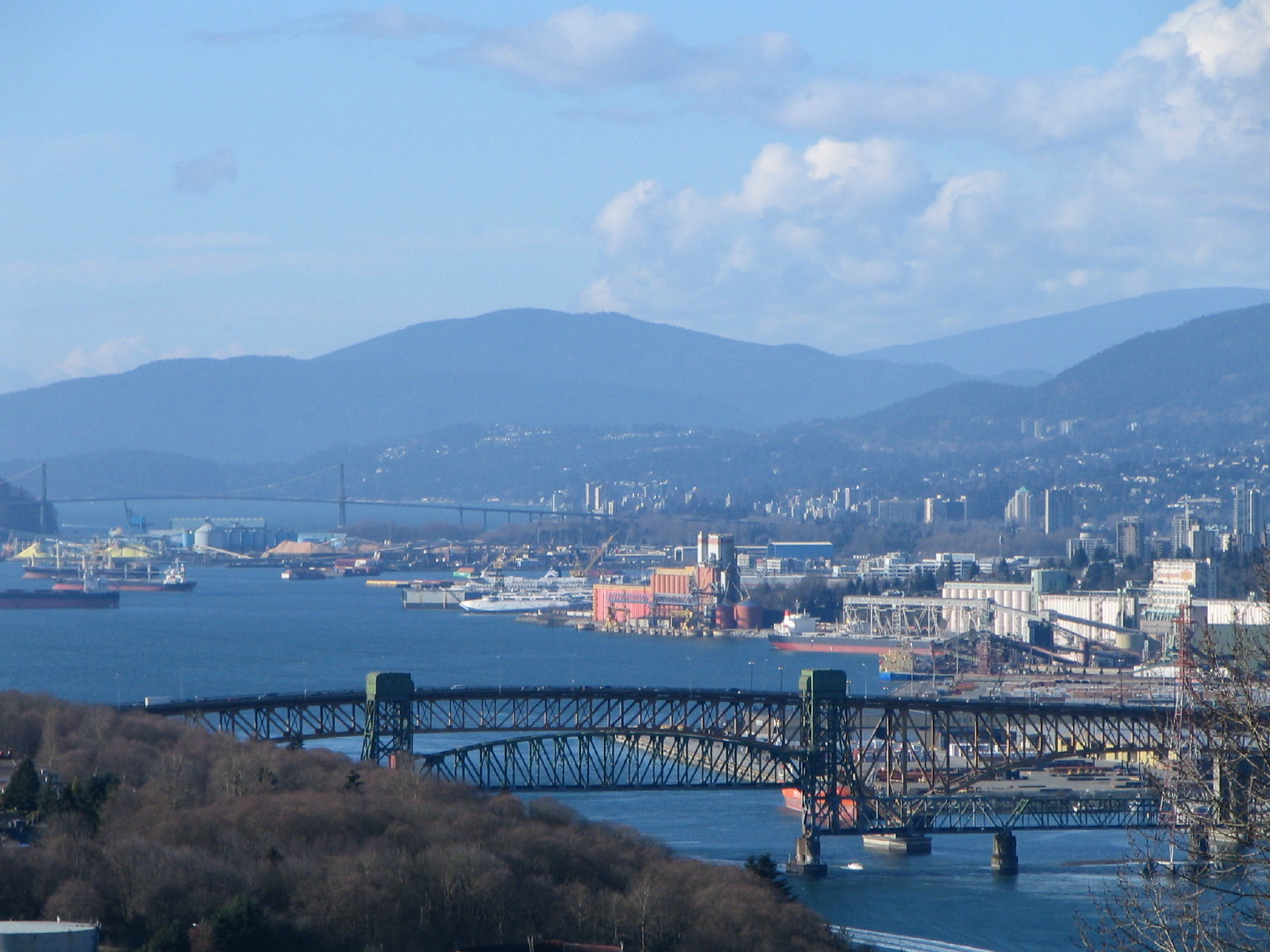
بل دوم فلزی برروی خلیجک بورارد به از کاپیتول هیل در برنابی

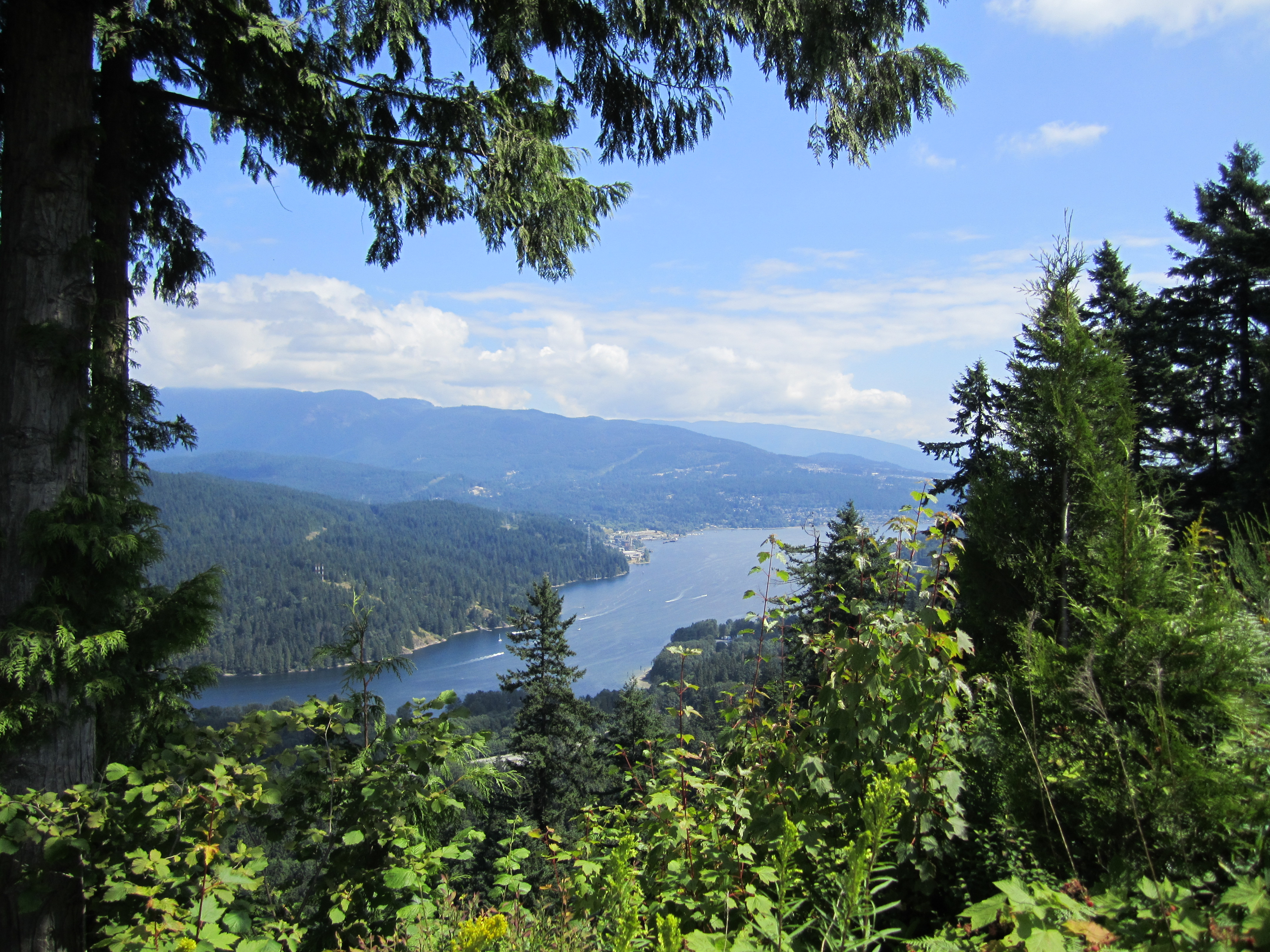
بازوی شرقی خلیجک بورارد به سمت پورت مودی (گرفته شده از کوه برنابی)

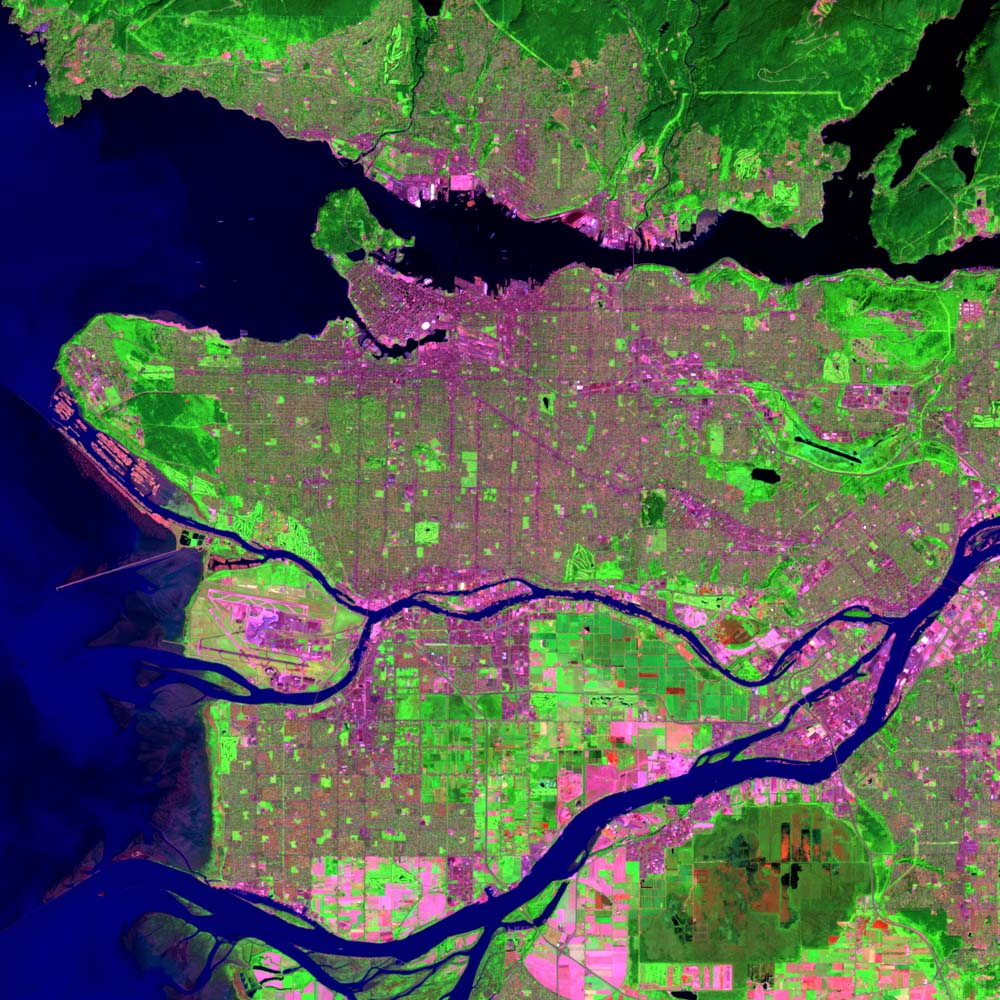
عکس ماهواره‌ای از منطقه ونکوور با خلیجک بورارد که از چپ به راست در نزدیکی بالای تصویر پیشروی کرده است.

نقشه خلیجک بورارد